# 全国公立小中学校事務職員研究会
全国公立小中学校事務職員研究会（ぜんこくこうりつしょうちゅうがっこうじむしょくいんけんきゅうかい、略称：全事研（ぜんじけん））は、日本の公立小学校・中学校・特別支援学校・義務教育学校の学校事務職員による研究団体である。

## 概要
全事研は会員相互の連携のもとに、学校事務の研究・事務職員制度の確立を推進し、会員の資質向上を図り、もって学校教育および教育行政の推進に寄与することを事業目的とした研究団体である。
- ミッション：子どもの豊かな育ちを支援する
- ビジョン：目指す子ども像実現のため学びの場を協創する

### 活動目標
1. 新しい時代の学校事務を構築する
2. 全国的な研究・実践交流を推進する
3. 教育環境の充実と学校教育の発展に尽力する

### 活動の柱
1. 新しい時代の学校事務、事務職員像、学校事務組織の具現化に向けた取組を行う。
2. 全国公立小中学校事務研究大会や全事研セミナーを通して、学校事務の全国的な研究交流・研修の意義を確認し、その充実を目指す。
3. 全国の学校事務の実態把握と調査・研究・研修活動の推進に努めるとともに、委託研究及び各種研修会などに積極的に参加・協力し、新しい時代の学校事務の構築と事務職員の資質能力及びマネジメント力の向上を目指す。
4. 会員の実践事例や調査結果、研究成果を全国に発信し、学校事務の情報センターとしての役割を果たす。
5. 事務職員の職務規定の理解促進・定着をはじめ、教育予算の拡大、義務教育費国庫負担制度の充実、職・定数等の制度改善のため、関係機関・他団体等と連携・協力し、その実現を目指す。
6. 学校事務及び事務職員のパブリシティを推進する。
7. 研究会組織としての充実発展を目指すため、望ましい組織体制の確立に向けた取組を行う。
8. 持続可能な研究会活動とするために活動及び運営業務の改善を図る。

### 全事研組織
- 総会
- 評議員会
- 役員選考委員会
- 地区支部長会
- 地区代表社会
- 特別委員会
- アドバイザリーボード
- 顧問
- 監査
  - 常任理事会
    - 会長
    - 副会長
      - 部局長
        - 事務局長
        - 財務部長
        - 情報推進部長
        - 研究開発部長

      - 理事
        - 事務局理事
        - 財務部理事
        - 情報推進部理事
        - 研究開発部理事

### 学校事務のグランドデザイン
第1期「学校事務のグランドデザイン」は、今後の中・長期的な学校事務の全体構想を描くものとして、会設立40周年の折に事務職員共通の「仕事宣言」として策定された。第2期では、地域とともにある学校の実現に向けた学校事務の新たな戦略を考える上でのキーワードとして「自立」「協働」「創造」を掲げている。
第3期では「子どもの豊かな育ちを支援する」をミッションとして掲げ、「目指す子ども像実現のため学びの場を協創する」がビジョンとして示された。国の重要な政策課題として位置づけられたキーワードである「地域とともにある学校」づくりを根幹とし、①学校の自主性・自律性の確立、②安全・安心な質の高い教育環境づくり、③学校力の向上・学校運営体制の強化、④社会に開かれた教育課程、⑤学びの場としての学校の可能性と挑戦について言及したグランドデザインが策定されている。この大きな背景には、職務規定が「つかさどる」に変わったことが挙げられる。また、学校機能強化のため、教頭との業務分担を行うため、専門職と位置付けられたことを受けた内容も明記された。
第4期学校事務のグランドデザインは令和５年８月からスタートし、ビジョン実現に向けた実行策の大きな柱として、「職務の確立」「人材育成の強化」とそれを支えるつながりの在り方も含めた「研究会活動の在り方」が盛り込まれた。

### 研究中期計画
研究中期計画は、グランドデザインに掲げるミッション・ビジョンを実現するための戦略の一つであり、学校事務及び事務職員に係る課題を研究の積み上げによって解決を図るとの視点にたった全事研の研究の方向性や在り方を示した指針である。第10次研究中期計画は令和6年度から令和10年度までを対象としている。

## 歴史
1947年（昭和22年）3月、学校教育法制定に伴い学校事務職員制度も発足した。1948年（昭和23年）8月には「全国公立高等学校事務職員協会」が結成され、1950年（昭和25年）8月に「全国公立学校事務職員協会」と改称、義務制学校事務職員を含めた全国組織となった。
その後、小中学校の事務職員から義務制のみの全国組織設立の気運が起こり、1958年（昭和33年）8月、「全国公立小中学校事務職員研究協議会」が発足。1967年（昭和42年）11月、全国公立学校事務職員協会義務制部会と一本化し、全国公立小中学校事務職員研究会設立準備会が発足。翌年8月には現在の「全国公立小中学校事務職員研究会」が誕生した。